# Vincent Dezes

a Compétitions nationales et continentales officielles uniquement.

Dernière mise à jour le 19 juillet 2015.
Vincent Dezes, né le 5 avril 1959 à Dax, est un joueur français de rugby à XV qui évolue au poste de talonneur. Après une carrière au sein de l'US Dax, il occupe également le poste d'entraîneur dans le club.

## Biographie
Vincent Dezes évolue en tant que talonneur dans les années 1980 et au début des années 1990 au sein de l'US Dax,,. Pendant ces années, il remporte le challenge Yves du Manoir en 1982,.
En 1996, il entraîne pendant trois saisons en Fédérale 2 l'équipe première de l'US Mugron, club de la commune de l'agglomération dacquoise, aux côtés de Philippe Prosper.
En 2002, alors que l'US Dax vient d'être reléguée en Pro D2 et est alors sous la direction d'un nouveau président en la personne de Gilbert Ponteins, Dezes est recruté comme entraîneur de l'équipe première, en tandem avec Claude Harran,. Après une saison en division professionnelle, il retourne entre autres à Mugron, pour la saison 2003-2004 à la demande de Pascal Darrouzès, puis plus tard pour la fin de la saison 2006-2007 en Fédérale 3 qui voit le club gagner son accession à la division supérieure, et quitte le club après une nouvelle saison en Fédérale 2.
En mars 2013, après la mise à l'écart des entraîneurs de l'US Dax et la prise de fonction de Jérôme Daret en intérim pour la fin de la saison, ce dernier appelle Dezes pour intervenir auprès des avants rouge et blanc. Il entraînait déjà cette année auprès de l'école de rugby du club en catégorie cadet, et prend congé de son métier de responsable de service aux bâtiments municipaux de la ville de Dax pour parvenir à cette nouvelle tâche. Dezes reste pour l'intégralité de la saison 2013-2014 en tant que consultant-entraîneur des avants.

## Palmarès
- Challenge Yves du Manoir :
  - Vainqueur (1) : 1982 avec l'US Dax.